# Odontonema cuspidatum
El coral de jardín (Odontonema cuspidatum) es una especie de planta con flores perteneciente a la familia Acanthaceae.

## Distribución y hábitat
El área de distribución nativa de esta especie se extiende desde el centro y sur de México hasta Honduras y Panamá. Crece principalmente en el bioma tropical húmedo.

## Taxonomía
La especie fue descrita originalmente como Thyrsacanthus cuspidatus por Christian Gottfried Daniel Nees von Esenbeck y publicada en Prodromus Systematis Naturalis Regni Vegetabilis 11: 323–324, en 1847, actualmente es tanto un sinónimo como el basónimo de esta; y ulteriormente sería transferida al género Odontonema por Otto Kuntze en Revisio Generum Plantarum 2: 494, en 1891.

#### Etimología
Véase: Odontonema
cuspidatum: epíteto latino que significa "con punta rígida".